# Calydna sturnula
Calydna sturnula är en fjärilsart som beskrevs av Jacob Hübner 1837. Calydna sturnula ingår i släktet Calydna och familjen Riodinidae. Inga underarter finns listade i Catalogue of Life.